# Mercedes-Benz W 145
Der Mercedes-Benz W 145, genannt Typ 190 VB, war der Prototyp eines Mittelklassewagens mit Frontantrieb, den die Daimler-Benz AG 1936–1937 baute. Hans Gustav Röhr, seit 1934 Nachfolger des verstorbenen technischen Direktors Hans Nibel und vorher bei den Adlerwerken tätig, hatte den Wagen nach dem Baumuster des Adler Trumpf entworfen.
Der Mittelklassewagen mit 3000 mm Radstand war als 4-türige Limousine vorgesehen. Von ihm wurden nur 4 Versuchswagen gefertigt. Sie besaßen einen seitengesteuerten Sechszylinder-Boxermotor mit quadratischem Bohrungs-/Hubverhältnis (74 mm × 74 mm), was einen Hubraum von 1914 cm³ ergab. Der Motor entwickelte 50 PS (37 kW) bei 4300/min. Er war aus dem Vierzylindermotor des Typs 130 VB durch Hinzufügen von zwei Zylindern entstanden. Auch in den übrigen technischen Aspekten entsprach der 190 VB dem kleineren 130 VB: Der Motor trieb über ein Vierganggetriebe mit Schnellgang (1:0,765) und Lenkradschaltung die Vorderräder an, die an Querlenkern und Federstäben aufgehängt waren. Die Hinterachse war als Pendelachse ausgebildet und hing an halbelliptischen Blattfedern und Federstäben. Alle 4 Räder waren hydraulisch gebremst. Die Wagen erreichten eine Höchstgeschwindigkeit von 120 km/h.
Im August 1937 verstarb Röhr an einer Lungenentzündung. Alle Entwicklungen (mit Ausnahme der des Typs 400 V) wurden sofort eingestellt und alle Versuchswagen verschrottet. So stellten seine firmeninternen Gegner sicher, dass sein Wirken keine bleibenden Spuren bei der Daimler-Benz AG hinterließ. Röhrs Mitarbeiter, Oberingenieur Dauben, blieb noch 20 Jahre bei der Firma.